# Freyssinet-Medaille
Die Freyssinet-Medaille ist eine Auszeichnung für konstruktiven Ingenieurbau in Beton der Fédération internationale du béton (fib) und ihrer Vorläuferorganisation fip. Sie ist nach dem Stahlbaupionier Eugène Freyssinet benannt und wird alle vier Jahre verliehen.
Es gibt auch eine Eugène Freyssinet Trophy der Association Eugène Freyssinet.

## Preisträger
- 1970 Nicolas Esquillan, Ulrich Finsterwalder, Riccardo Morandi
- 1974 Fritz Leonhardt, Tung-Yen Lin, Wiktor Michailow
- 1978 Paul Abeles,  Alexei Alexejewitsch Gwosdew, Franco Levi
- 1982 Max Birkenmaier, Ben C. Gerwick
- 1986 Shunji Inomata, Roger Lacroix
- 1990 Christian Menn, Jörg Schlaich
- 1994 Alexander Scordelis, Hans Wittfoht, René Walther
- 1998 Jan Moksnes, Jean Muller
- 2002 John E. Breen, Gert König
- 2006 Michel Virlogeux, Heinz Isler
- 2010 Nigel Priestley, Jiří Stráský
- 2014 Armando Rito, Joost Walraven
- 2018 Rudy Ricciotti (Frankreich), Jean-François Klein (Schweiz), Giuseppe Mancini (Italien)
- 2022 Hugo Corres Peiretti (Spanien), Aurelio Muttoni (Schweiz)